# Alderdice Peak
Alderdice Peak är en bergstopp i Antarktis. Den ligger i Östantarktis. Australien gör anspråk på området. Toppen på Alderdice Peak är 1 146 meter över havet.
Terrängen runt Alderdice Peak är platt åt nordväst, men åt sydost är den kuperad. Trakten är obefolkad. Det finns inga samhällen i närheten. 